# Husimovci
Husimovci (en cyrillique : Хусимовци) est un village de Bosnie-Herzégovine. Il est situé dans la municipalité de Sanski Most, dans le canton d'Una-Sana et dans la fédération de Bosnie-et-Herzégovine. Selon les premiers résultats du recensement bosnien de 2013, il compte 1 525 habitants.

## Géographie
Le village est situé au bord de la rivière Bliha.

## Démographie

### Évolution historique de la population dans la localité
| 1948 | 1953 | 1961  | 1971  | 1981  | 1991  | 2013  |
| ---- | ---- | ----- | ----- | ----- | ----- | ----- |
| -    | -    | 1 033 | 1 293 | 1 537 | 1 802 | 1 525 |

|  |